# ÍF Fuglafjørður
Ítróttafelag Fuglafjarðar - beter bekend als ÍF - is een op 25 maart 1946 opgerichte voetbalclub uit de plaats Fuglafjørður op het eiland Eysturoy, Faeröer. ÍF werkt haar wedstrijden af op de voetbalaccommodatie Fløtugerði. De traditionele kleuren van de club zijn rood-wit.

## Mannen
In 1979 wist ÍF het enige landskampioenschap in hun historie te bemachtigen. De finale van de beker van de Faeröer wisten ze vier keer te bereiken. 
Na het seizoen 2007 promoveerde ÍF vanuit de 1.Deild (eerste divisie) naar de Meistaradeildin (de hoogste divisie). In 2010 behaalde ÍF knap de vierde plaats, welke recht gaf op deelname in de Europa League. In 2012 en 2013 eindigde de club beide keren als tweede, en plaatste zich beide keren wederom voor Europees voetbal. In 2019 eindigde ÍF als laatste in de Meistaradeildin, wat normaal gesproken directe degradatie zou betekenen. Omdat er echter geen standaardelftal in de 1. Deild hoog genoeg was geëindigd voor promotie, kon ÍF zijn plek op het hoogste niveau behouden.

### Erelijst
Landskampioen
in 1979
Beker van de Faeröer
finalist (4x) in 1975, 1982, 1987, 2005
1. deild
1984, 1987, 2003, 2018

### Eindklasseringen
| 1 |

| 6 |

| 6 |

| 6 |

| 6 |

| 6 |

| 6 |

| 4 |

| 4 |

| 1 |

| 5 |

| 5 |

| 8 |

| 2 |

| 1 |

| 8 |

| 2 |

| 1 |

| 4 |

| 9 |

| 3 |

| 5 |

| 2 |

| 8 |

| 9 |

| 2 |

| 6 |

| 7 |

| 8 |

| 10 |

| 2 |

| 3 |

| 3 |

| 1 |

| 9 |

| 6 |

| 10 |

| 2 |

| 7 |

| 7 |

| 4 |

| 7 |

| 2 |

| 2 |

| 7 |

| 6 |

| 6 |

| 10 |

| 1 |

| 10 |

| 6 |

| 9 |

| 1 |

| 8 |

| 10 |

| Niveau 1 | Niveau 2 |

Niveau 1 kende in de loop der tijd meerdere namen, meestal vanwege de hoofdsponsor. Zie Meistaradeildin#Competitie.

### Erelijst
Landskampioen
in 1979
Beker van de Faeröer
finalist (4x) in 1975, 1982, 1987, 2005
1. deild
1984, 1987, 2003, 2018

### In Europa
#Q = #kwalificatieronde, T/U = Thuis/Uit, W = Wedstrijd, PUC = punten UEFA coëfficiënten .
Uitslagen vanuit gezichtspunt ÍF Fuglafjørður
| Seizoen | Competitie    | Ronde | Land                   | Club                 | Totaalscore | 1e W    | 2e W    | PUC |
| ------- | ------------- | ----- | ---------------------- | -------------------- | ----------- | ------- | ------- | --- |
| 2011/12 | Europa League | 1Q    | Vlag van IJsland       | KR Reykjavik         | 2-8         | 1-3 (T) | 1-5 (U) | 0.0 |
| 2013/14 | Europa League | 1Q    | Vlag van Noord-Ierland | Linfield Belfast     | 0-5         | 0-2 (T) | 0-3 (U) | 0.0 |
| 2014/15 | Europa League | 1Q    | Vlag van Finland       | MyPa-47 Anjalankoski | 0-1         | 0-1 (U) | 0-0 (T) | 0.5 |

Totaal aantal punten voor UEFA coëfficiënten: 0.5
Zie ook
- Deelnemers UEFA-toernooien Faeröer
- Ranglijst van alle clubs die in de diverse Europa Cups zijn uitgekomen

## Vrouwen
Het vrouwenelftal speelde dertien seizoenen zelfstandig op het hoogste niveau, de 1. Deild voor vrouwen. Hierin is het een van de vijf clubs die de titelwist te bemachtigen. In 2014 nam het met Víkingur Gøta voor het eerst deel in een gecombineerd team in deze klasse. De finale van de beker van de Faeröer werd driemaal bereikt.

### Erelijst
Landskampioen
in 1991
Beker van de Faeröer
finalist in 1993, 1994, 2013